# Championnats du monde Xterra 2012
Navigation
Édition précédente Édition suivante
Les championnats du monde Xterra 2012, organisé par la Team Unlimited depuis 1986, se sont déroulés le 28 octobre à Maui dans l'État d'Hawaï. Les triathlètes se sont affrontés lors d'une épreuve sur distance M, comprenant 1500 mètres de natation, 30 km de vélo tout terrain (VTT) et 10 km de course à pied hors route.

## Résultats
Les tableaux présentent les « Top 10 » hommes et femmes des championnats du monde. 
| Position           | Triathlète        | Pays           | Temps           |
| ------------------ | ----------------- | -------------- | --------------- |
| Médaille d'or      | Javier Gómez      | Espagne        | 2 h 26 min 50 s |
| Médaille d'argent  | Josiah Middaugh   | États-Unis     | 2 h 27 min 40 s |
| Médaille de bronze | Conrad Stoltz     | Afrique du Sud | 2 h 30 min 3 s  |
| 4                  | Leonardo Chacón   | Costa Rica     | 2 h 30 min 19 s |
| 5                  | Victor Del Corral | Espagne        | 2 h 30 min 23 s |
| 6                  | Brent McMahon     | Canada         | 2 h 30 min 55 s |
| 7                  | Asa Shaw          | Royaume-Uni    | 2 h 32 min 15 s |
| 8                  | Tim Don           | Royaume-Uni    | 2 h 32 min 40 s |
| 9                  | Yeray Luxem       | Belgique       | 2 h 33 min 9 s  |
| 10                 | Olivier Marceau   | Suisse         | 2 h 33 min 35 s |

| Position           | Triathlète           | Pays           | Temps           |
| ------------------ | -------------------- | -------------- | --------------- |
| Médaille d'or      | Lesley Paterson      | Écosse         | 2 h 44 min 11 s |
| Médaille d'argent  | Barbara Riveros Diaz | Chili          | 2 h 48 min 18 s |
| Médaille de bronze | Mari Rabie           | Afrique du Sud | 2 h 53 min 55 s |
| 4                  | Heather Jackson      | États-Unis     | 2 h 54 min 12 s |
| 5                  | Jacqueline Slack     | Royaume-Uni    | 2 h 55 min 18 s |
| 6                  | Magali Tisseyre      | Canada         | 3 h 1 min 10 s  |
| 7                  | Renata Bucher        | Suisse         | 3 h 1 min 50 s  |
| 8                  | Shonny Vanlandingham | États-Unis     | 3 h 2 min 23 s  |
| 9                  | Héléna Erbenová      | Tchéquie       | 3 h 3 min 47 s  |
| 10                 | Marion Lorblanchet   | France         | 3 h 4 min 16 s  |